# 綱付森断層
綱付森断層（つなつけもりだんそう）は、徳島県と高知県の県境に存在する右横ずれ断層。

## 概要
三好市と香美市の境目付近に位置する。全長14kmであり、名前の由来は綱附森である。
この断層の一般走向はN70°E一般傾斜は90°vと考えられている。また、平均変異速度は0.1m/千年であり、単位変位量は1.3m。平均活動間隔は1万3000年とされている
2018年の調査観測計画部会の第81回会合で新規活断層として追加された。

## 活動
活動時の地震の規模はマグニチュード6.7と推定されている。
また、活動頻度や活動時期は分かっていないが、少なくとも第四紀後期には活動していたと推定されている。